# Kinksize Session
Kinksize Session es el primer EP de la banda británica de rock The Kinks, lanzado en 1964 en el Reino Unido, un mes después de su LP debut. Las pistas son exclusivas para este lanzamiento e incluye composiciones originales.
A pesar del título, sólo tres de las canciones se compusieron en la sesión de grabación del 18 de octubre de 1964, mientras que "I Gotta Go Now" ya había sido grabado antes (se cree que en la misma sesión de grabación de "All Day and All of the Night" del 23 de septiembre).
En Estados Unidos US, estas canciones se incluyeron en su disco de 1965 Kinks-Size. "Louie Louie" se incluyó en el álbum recopilatorio británico Sunny Afternoon de 1967. El EP se reeditó en CD en 1998, como parte de una caja recopilatoria de EP. Las cuatro canciones se incluyen como pistas adicionales de la reedición de su álbum debut en 2004.
El siguiente EP, Kinksize Hits, sólo incluye los éxitos "You Really Got Me" y "All Day and All of the Night" junto a sus respectivas caras B. Su siguiente EP con material original fue Kwyet Kinks de 1965.

## Lista de canciones
- Todas las canciones compuestas por Ray Davies, excepto donde se indique lo contrario

### Cara A
1. "Louie Louie" (Richard Berry)
2. "I Gotta Go Now"

### Cara B
1. "I've Got That Feeling"
2. "Things Are Getting Better"